# Academia platonică din Florența
Academia platonică din Florența (1459 - 1521), a fost o școală filozofică idealistă, în care se comentau și se editau operele lui Platon. A fost întemeiată de Marsilio Ficino, cu sprijinul lui Cosimo de Medici.
Acest articol conține text din Dicționarul enciclopedic român (1962-1966), aflat acum în domeniul public.